# Gran Premio motociclistico di Gran Bretagna 2006
Il Gran Premio motociclistico di Gran Bretagna 2006 corso il 2 luglio, è stato il nono Gran Premio della stagione 2006 e ha visto vincere: la Honda di Daniel Pedrosa nella classe MotoGP, Jorge Lorenzo nella classe 250 e Álvaro Bautista nella classe 125.

## MotoGP

### Arrivati al traguardo
| Pos | Nº | Pilota            | Squadra              | Motocicletta | Giri | Tempo     | Griglia | Punti |
| --- | -- | ----------------- | -------------------- | ------------ | ---- | --------- | ------- | ----- |
| 1   | 26 | Daniel Pedrosa    | Repsol Honda         | Honda        | 30   | 44:54.878 | 1       | 25    |
| 2   | 46 | Valentino Rossi   | Camel Yamaha         | Yamaha       | 30   | +3.864    | 12      | 20    |
| 3   | 33 | Marco Melandri    | Fortuna Honda        | Honda        | 30   | +4.016    | 3       | 16    |
| 4   | 27 | Casey Stoner      | Honda LCR            | Honda        | 30   | +5.776    | 8       | 13    |
| 5   | 10 | Kenny Roberts Jr  | Team Roberts         | KR211V       | 30   | +9.596    | 9       | 11    |
| 6   | 5  | Colin Edwards     | Camel Yamaha         | Yamaha       | 30   | +21.710   | 10      | 10    |
| 7   | 69 | Nicky Hayden      | Repsol Honda         | Honda        | 30   | +25.764   | 11      | 9     |
| 8   | 21 | John Hopkins      | Rizla Suzuki         | Suzuki       | 30   | +29.034   | 4       | 8     |
| 9   | 65 | Loris Capirossi   | Ducati Marlboro      | Ducati       | 30   | +35.606   | 5       | 7     |
| 10  | 7  | Carlos Checa      | Tech 3 Yamaha        | Yamaha       | 30   | +40.442   | 13      | 6     |
| 11  | 6  | Makoto Tamada     | Konica Minolta Honda | Honda        | 30   | +41.062   | 14      | 5     |
| 12  | 17 | Randy de Puniet   | Kawasaki Racing      | Kawasaki     | 30   | +42.197   | 6       | 4     |
| 13  | 66 | Alex Hofmann      | Ducati Marlboro      | Ducati       | 30   | +51.454   | 15      | 3     |
| 14  | 77 | James Ellison     | Tech 3 Yamaha        | Yamaha       | 30   | +1:17.804 | 16      | 2     |
| 15  | 30 | José Luis Cardoso | Pramac d'Antín       | Ducati       | 29   | +1 giro   | 18      | 1     |
| 16  | 71 | Chris Vermeulen   | Rizla Suzuki         | Suzuki       | 29   | +1 giro   | 2       |       |

### Ritirati
| Nº | Pilota         | Squadra         | Motocicletta | Giri | Griglia |
| -- | -------------- | --------------- | ------------ | ---- | ------- |
| 56 | Shin'ya Nakano | Kawasaki Racing | Kawasaki     | 13   | 7       |
| 22 | Iván Silva     | Pramac d'Antín  | Ducati       | 5    | 17      |

### Non qualificato
| Nº | Pilota          | Squadra       | Motocicletta |
| -- | --------------- | ------------- | ------------ |
| 84 | Michel Fabrizio | Fortuna Honda | Honda        |

## Classe 250

### Arrivati al traguardo
| Pos | Nº | Pilota              | Squadra                     | Motocicletta | Giri | Tempo     | Griglia | Punti |
| --- | -- | ------------------- | --------------------------- | ------------ | ---- | --------- | ------- | ----- |
| 1   | 48 | Jorge Lorenzo       | Fortuna Aprilia             | Aprilia      | 27   | 42:16.321 | 1       | 25    |
| 2   | 7  | Alex De Angelis     | Master - MVA Aspar          | Aprilia      | 27   | +6.257    | 4       | 20    |
| 3   | 4  | Hiroshi Aoyama      | Red Bull KTM                | KTM          | 27   | +7.366    | 3       | 16    |
| 4   | 15 | Roberto Locatelli   | Team Toth                   | Aprilia      | 27   | +14.788   | 7       | 13    |
| 5   | 80 | Héctor Barberá      | Fortuna Aprilia             | Aprilia      | 27   | +20.341   | 6       | 11    |
| 6   | 34 | Andrea Dovizioso    | Humangest Racing            | Honda        | 27   | +23.010   | 2       | 10    |
| 7   | 55 | Yūki Takahashi      | Humangest Racing            | Honda        | 27   | +23.644   | 11      | 9     |
| 8   | 50 | Sylvain Guintoli    | Equipe GP De France - Scrab | Aprilia      | 27   | +26.070   | 13      | 8     |
| 9   | 14 | Anthony West        | Kiefer - Bos - Racing       | Aprilia      | 27   | +31.575   | 12      | 7     |
| 10  | 58 | Marco Simoncelli    | Squadra Corse Metis Gilera  | Gilera       | 27   | +41.298   | 9       | 6     |
| 11  | 96 | Jakub Smrž          | Cardion AB Motoracing       | Aprilia      | 27   | +48.440   | 10      | 5     |
| 12  | 42 | Aleix Espargaró     | Wurth Honda BQR             | Honda        | 27   | +1:02.743 | 16      | 4     |
| 13  | 73 | Shūhei Aoyama       | Repsol Honda                | Honda        | 27   | +1:03.564 | 5       | 3     |
| 14  | 16 | Jules Cluzel        | Equipe GP De France - Scrab | Aprilia      | 27   | +1:06.165 | 18      | 2     |
| 15  | 8  | Andrea Ballerini    | Campetella Racing           | Aprilia      | 27   | +1:06.461 | 14      | 1     |
| 16  | 25 | Alex Baldolini      | Matteoni Racing             | Aprilia      | 27   | +1:06.818 | 20      |       |
| 17  | 23 | Arturo Tizón        | Wurth Honda BQR             | Honda        | 27   | +1:09.129 | 17      |       |
| 18  | 9  | Franco Battaini     | Campetella Racing           | Aprilia      | 27   | +1:09.498 | 15      |       |
| 19  | 22 | Luca Morelli        | Nocable Angaia Racing       | Aprilia      | 26   | +1 giro   | 22      |       |
| 20  | 17 | Franz Aschenbrenner | Kiefer - Bos - Racing       | Aprilia      | 26   | +1 giro   | 24      |       |
| 21  | 67 | Nicklas Cajback     | Agesta Racing               | Aprilia      | 26   | +1 giro   | 27      |       |

### Ritirati
| Nº | Pilota          | Squadra                  | Motocicletta | Giri | Griglia |
| -- | --------------- | ------------------------ | ------------ | ---- | ------- |
| 54 | Manuel Poggiali | Red Bull KTM             | KTM          | 23   | 8       |
| 24 | Jordi Carchano  | WTR Blauer USA           | Aprilia      | 22   | 25      |
| 37 | Fabricio Perrén | Stop And Go Racing       | Honda        | 17   | 19      |
| 45 | Dan Linfoot     | Teng Tools Winona Racing | Honda        | 4    | 21      |
| 57 | Chaz Davies     | Arie Molenaar Racing     | Honda        | 2    | 23      |
| 75 | Luke Lawrence   | BM Groundworks           | Yamaha       | 2    | 26      |

### Non qualificati
| Nº | Pilota           | Squadra                | Motocicletta |
| -- | ---------------- | ---------------------- | ------------ |
| 76 | Alex Kenchington | Dennis Trollope Racing | Yamaha       |
| 77 | Ian Gardner      | Danx MotorSport        | Yamaha       |

## Classe 125

### Arrivati al traguardo
| Pos | Nº | Pilota             | Squadra                    | Motocicletta | Giri | Tempo     | Griglia | Punti |
| --- | -- | ------------------ | -------------------------- | ------------ | ---- | --------- | ------- | ----- |
| 1   | 19 | Álvaro Bautista    | Master - MVA Aspar         | Aprilia      | 25   | 40:49.054 | 1       | 25    |
| 2   | 36 | Mika Kallio        | Red Bull KTM GP            | KTM          | 25   | +3.454    | 2       | 20    |
| 3   | 75 | Mattia Pasini      | Master - MVA Aspar         | Aprilia      | 25   | +3.499    | 3       | 16    |
| 4   | 55 | Héctor Faubel      | Master - MVA Aspar         | Aprilia      | 25   | +14.869   | 6       | 13    |
| 5   | 33 | Sergio Gadea       | Master - MVA Aspar         | Aprilia      | 25   | +17.032   | 5       | 11    |
| 6   | 6  | Joan Olivé         | SSM Racing                 | Aprilia      | 25   | +20.683   | 8       | 10    |
| 7   | 52 | Lukáš Pešek        | Derbi Racing               | Derbi        | 25   | +22.286   | 7       | 9     |
| 8   | 1  | Thomas Lüthi       | Elit - Caffe Latte         | Honda        | 25   | +24.899   | 10      | 8     |
| 9   | 18 | Nicolás Terol      | Derbi Racing               | Derbi        | 25   | +25.138   | 9       | 7     |
| 10  | 14 | Gábor Talmácsi     | Humangest Racing           | Honda        | 25   | +25.276   | 15      | 6     |
| 11  | 32 | Fabrizio Lai       | Valsir Seedorf Racing      | Honda        | 25   | +28.254   | 11      | 5     |
| 12  | 38 | Bradley Smith      | Repsol Honda               | Honda        | 25   | +30.064   | 13      | 4     |
| 13  | 24 | Simone Corsi       | Squadra Corse Metis Gilera | Gilera       | 25   | +37.120   | 4       | 3     |
| 14  | 11 | Sandro Cortese     | Elit - Caffe Latte         | Honda        | 25   | +38.214   | 14      | 2     |
| 15  | 8  | Lorenzo Zanetti    | Skilled I.S.P.A. Racing    | Aprilia      | 25   | +38.592   | 16      | 1     |
| 16  | 63 | Mike Di Meglio     | FFM Honda Grand Prix 125   | Honda        | 25   | +39.964   | 30      |       |
| 17  | 29 | Andrea Iannone     | Campetella Racing Junior   | Aprilia      | 25   | +45.145   | 18      |       |
| 18  | 9  | Michael Ranseder   | Red Bull KTM Junior        | KTM          | 25   | +45.146   | 19      |       |
| 19  | 10 | Ángel Rodríguez    | 3C Racing                  | Aprilia      | 25   | +48.066   | 17      |       |
| 20  | 54 | Randy Krummenacher | Red Bull KTM               | KTM          | 25   | +52.668   | 25      |       |
| 21  | 21 | Mateo Túnez        | Master - MVA Aspar         | Aprilia      | 25   | +53.161   | 20      |       |
| 22  | 26 | Vincent Braillard  | Multimedia Racing          | Aprilia      | 25   | +53.581   | 32      |       |
| 23  | 12 | Federico Sandi     | SSM Racing                 | Aprilia      | 25   | +58.185   | 26      |       |
| 24  | 53 | Simone Grotzkyj    | Campetella Racing Junior   | Aprilia      | 25   | +1:01.101 | 35      |       |
| 25  | 16 | Michele Conti      | Valsir Seedorf Racing      | Honda        | 25   | +1:05.686 | 29      |       |
| 26  | 90 | Hiroaki Kuzuhara   | Malaguti Ajo Corse         | Malaguti     | 25   | +1:05.836 | 40      |       |
| 27  | 23 | Lorenzo Baroni     | Humangest Racing           | Honda        | 25   | +1:10.078 | 28      |       |
| 28  | 44 | Karel Abraham      | Cardion AB Motoracing      | Aprilia      | 25   | +1:12.056 | 27      |       |
| 29  | 20 | Roberto Tamburini  | Matteoni Racing            | Aprilia      | 25   | +1:38.823 | 24      |       |
| 30  | 66 | Anthony Rogers     | KRP                        | Honda        | 24   | +1 giro   | 44      |       |
| 31  | 67 | Blake Leigh-Smith  | KRP                        | Honda        | 24   | +1 giro   | 42      |       |
| 32  | 95 | Georg Fröhlich     | Malaguti Ajo Corse         | Malaguti     | 24   | +1 giro   | 33      |       |
| 33  | 65 | Kyle Kentish       | www.sp125racing.com        | Honda        | 24   | +1 giro   | 43      |       |

### Non classificato
| Nº | Pilota        | Squadra   | Motocicletta | Giri | Tempo     | Griglia |
| -- | ------------- | --------- | ------------ | ---- | --------- | ------- |
| 13 | Dino Lombardi | 3C Racing | Aprilia      | 25   | +1:48.750 | 37      |

### Ritirati
| Nº | Pilota           | Squadra               | Motocicletta | Giri | Griglia |
| -- | ---------------- | --------------------- | ------------ | ---- | ------- |
| 96 | Daniel Cooper    | KRP/dancoopers96.com  | Honda        | 23   | 38      |
| 15 | Michele Pirro    | WTR Blauer USA        | Aprilia      | 13   | 36      |
| 22 | Pablo Nieto      | Multimedia Racing     | Aprilia      | 13   | 21      |
| 34 | Esteve Rabat     | Wurth Honda BQR       | Honda        | 10   | 22      |
| 17 | Stefan Bradl     | Red Bull KTM Junior   | KTM          | 3    | 34      |
| 35 | Raffaele De Rosa | Multimedia Racing     | Aprilia      | 2    | 12      |
| 43 | Manuel Hernández | Nocable Angaia Racing | Aprilia      | 0    | 23      |
| 45 | Imre Tóth        | Team Toth             | Aprilia      | 0    | 31      |
| 64 | Alex Lowes       | Double Vision Racing  | Honda        | 0    | 41      |

### Non partito
| Nº | Pilota       | Squadra              | Motocicletta | Griglia |
| -- | ------------ | -------------------- | ------------ | ------- |
| 37 | Joey Litjens | Arie Molenaar Racing | Honda        | 39      |